# Näckrosen, Solna

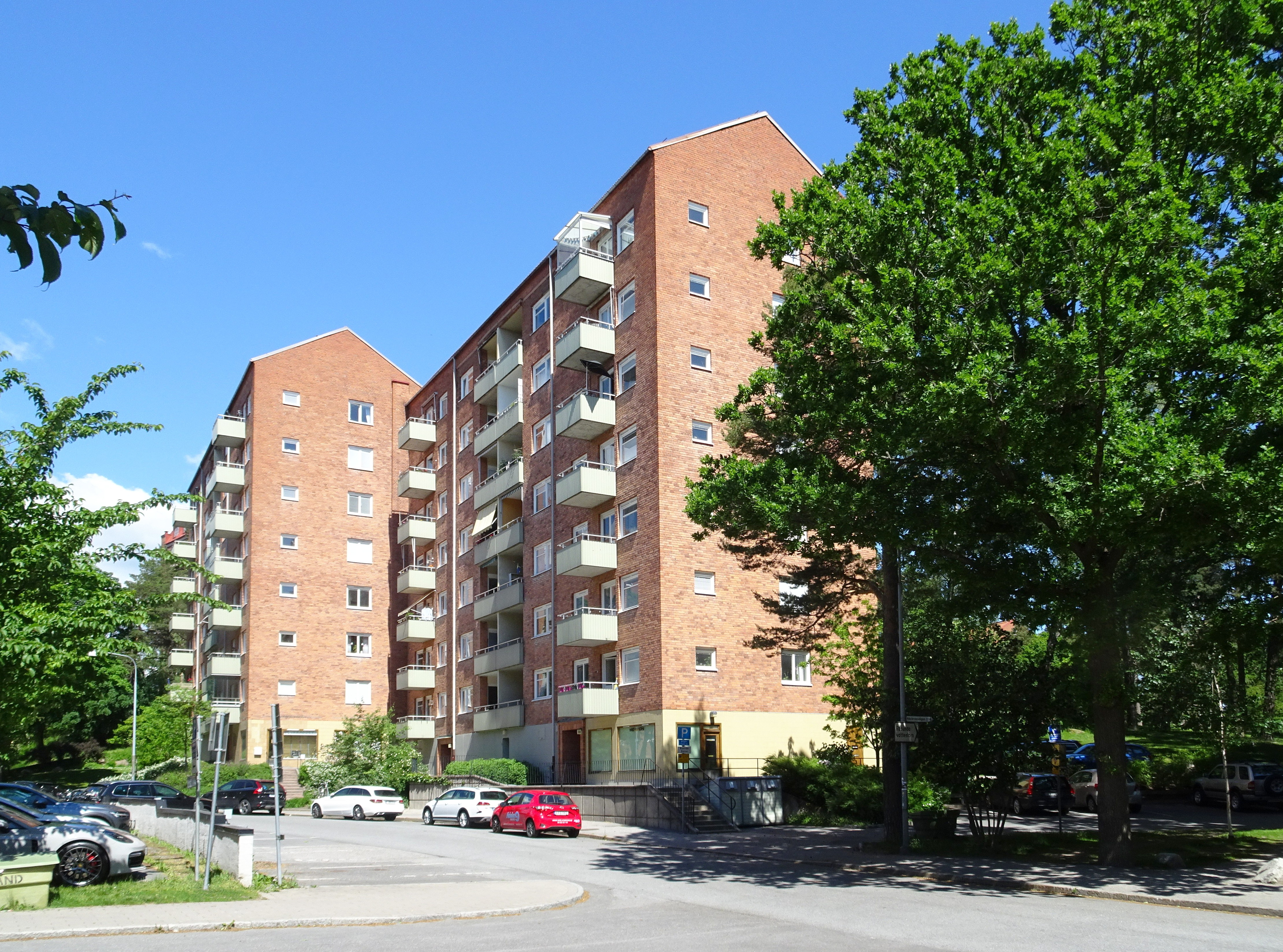
Näckrosen, Råsunda, smalhusen vid Näckrosvägen vy norrut, juni 2020.

Näckrosen är ett bostadsområde i stadsdelen Råsunda i Solna kommun. Det omfattar bebyggelsen runt Näckrosparken (i huvudsak Näckrosvägen, Hasselstigen samt delar av Råsundavägen). 

## Historia

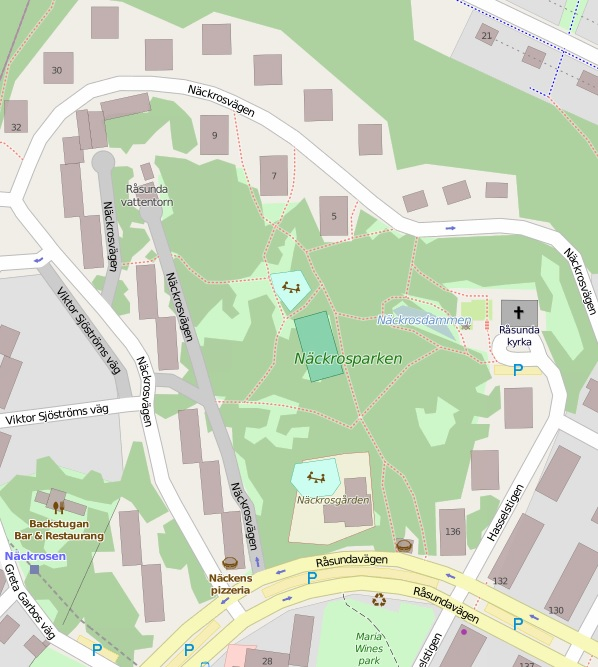
Näckrosen-området 2014

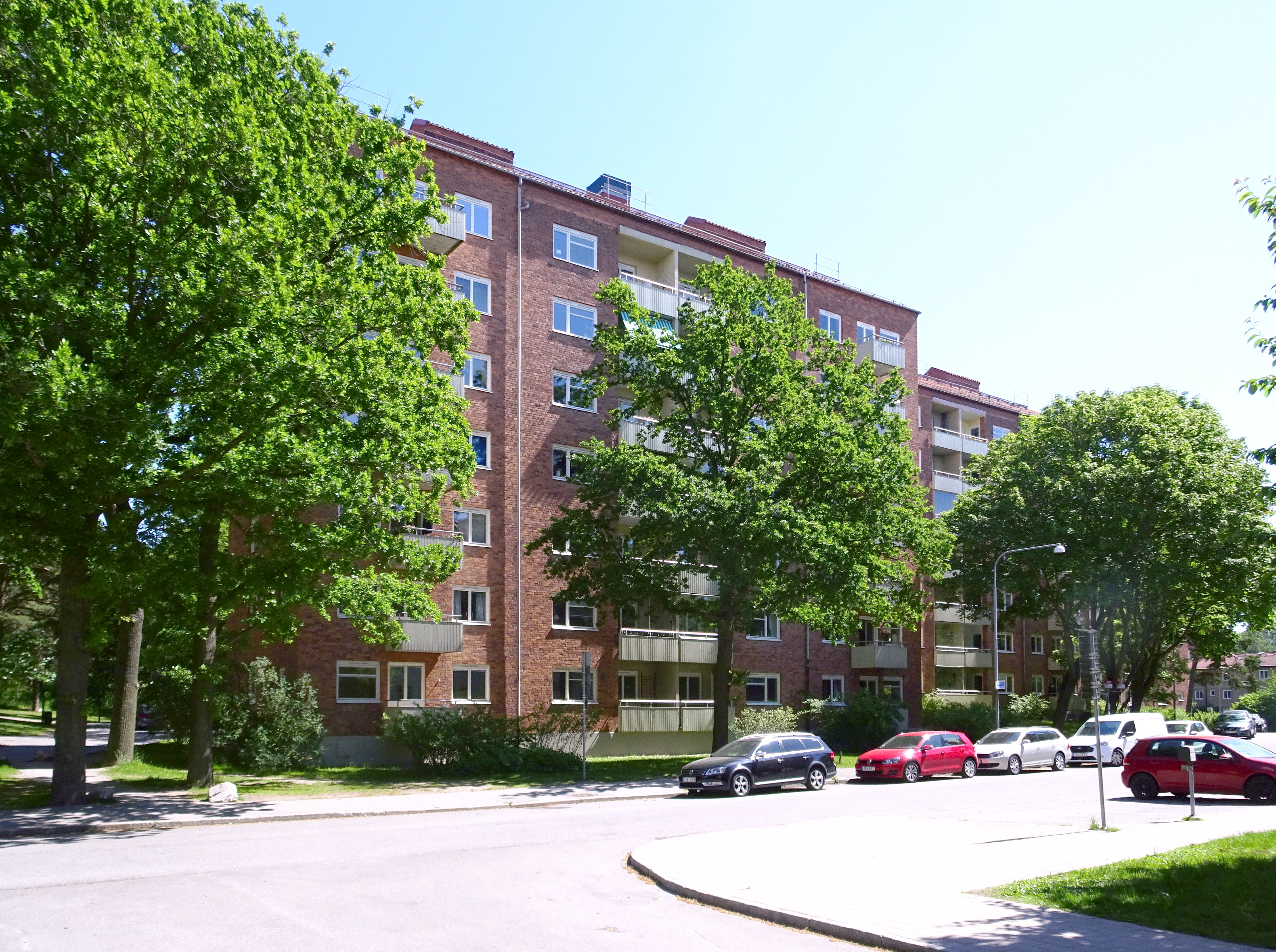
Näckrosen, Råsunda, juni 2020.

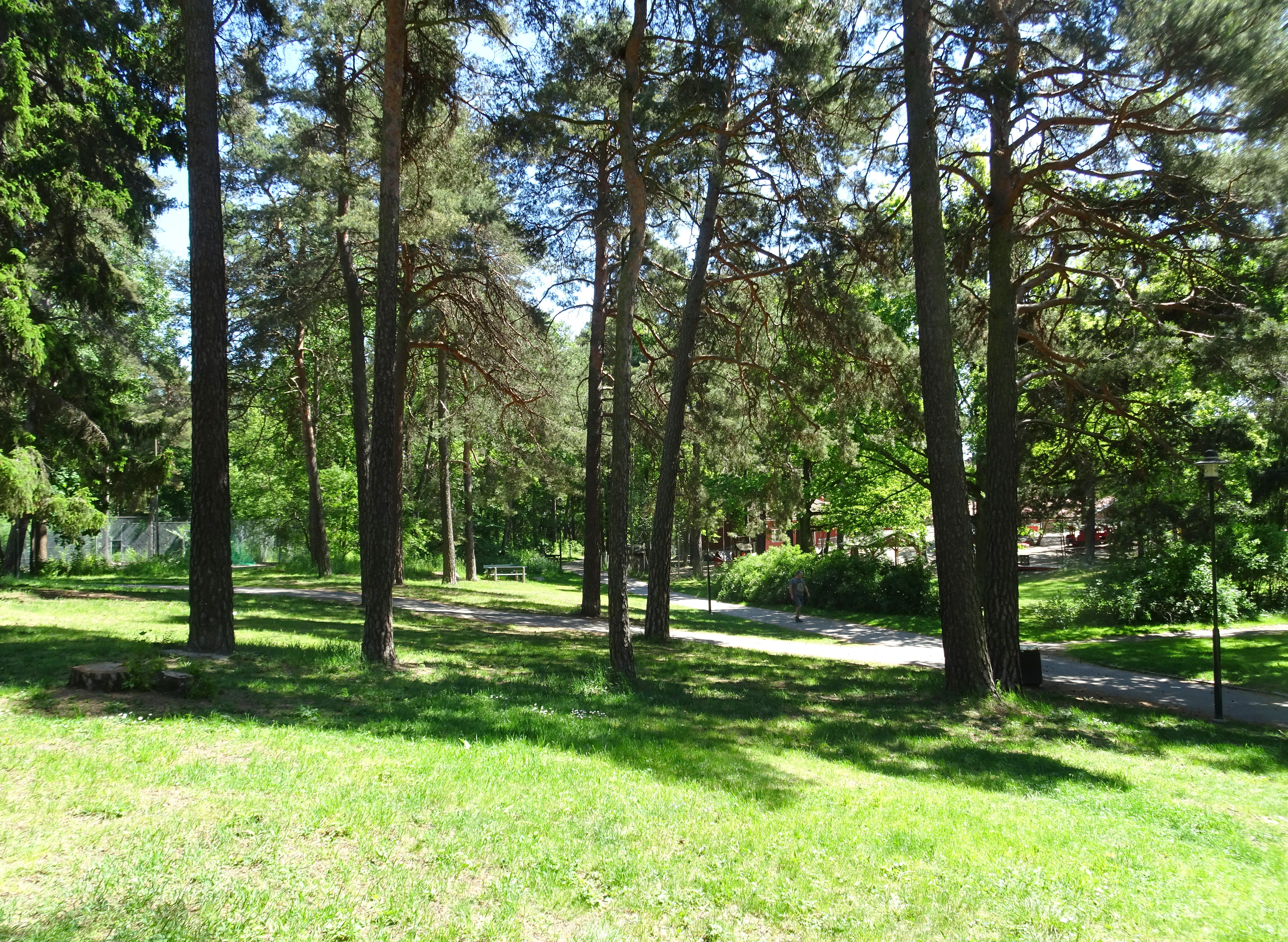
Näckrosparken, juni 2020.

Vid sekelskiftet rådde stor bostadsbrist i Stockholmsregionen. År 1907 köpte Stockholms Nya Spårvägs AB egendomen Ellenhill, omfattande 92 hektar, av grosshandlaren Emil Herrman för en miljon kronor (motsvarande drygt 50 miljoner kronor i 2014 års penningvärde). Samma år upprättades den första vägplanen för Råsunda, där näckrosområdet lades ut som blivande utomplansområde, med spårvägsgenomkorsning, på den blivande Stockholmsvägen. Näckrosområdet bestod av skogsmark och bondmark fram till 1910, då det nya vattentornet invigdes och bröt mönstret. Ungefär samtidigt, 11 maj 1910, öppnades spårvägen fram till Sundbybergsgränsen. År 1911 blev Råsunda municipalsamhälle och 1912 fastställdes stadsplan för Råsundas då centralaste delar.
Åren 1923–1931 upprättades ett flertal stadsplaneförslag för Näckrosen, bland annat av stadsplanedirektören Albert Lilienberg. Planerna avslogs samtliga med anledning av att de inte uppfyllde statens krav på infrastruktur, beskrivna i SOU 1923:21. 1932-1933 upprättades en stadsplaneändring för 1912 års stadsplan, där Näckrosområdet ingick i utvidgningsområdet. Planen upprättades av Länsstyrelsens infrastrukturansvarige och hade som främsta syfte att få igenom förortsbanan i SOU 1923:21, ett mål som uppfylldes med råge då planområdet inom och nära Näckrosområdet uppvisade hela fem reserverade sträckningar, inklusive den existerande banvallen på Stockholmsvägen. 
Planen var i huvudsak influerad av Le Corbusiers stadsplanekonst, men i Näckrosområdet uppfördes aldrig några byggnader enligt planen, dels av ekonomiska skäl, dels på grund av att planen utsatts för en förödande offentlig kritik, dels på grund av att planförfattaren avled vid ettårsjubileet för planen, dels därför att kommunen ansågs ha brutit mot Kungl. Maj:ts förbehåll för fastställandet av stadsplanen och dels för att planen inte innehöll erforderliga stadsplanebestämmelser, men väl byggnadsföreskrifter och förelägganden för både Länsstyrelsen och kommunen. Först i slutet av andra världskriget tog byggandet fart igen och enstaka villor byggdes vid Näckrosvägen.

### Arkitektur
När Solna blev stad den 1 januari 1943[4] intensifierades bostadsbyggandet och dåvarande chefen för Riksbyggen, Uno Åhrén, lade fram ett stadsplaneförslag med punkthus och smalhus i området. Arkitekt var Arne Strömdahl på Svenska Riksbyggens arkitektkontor. Under åren 1945–1948 byggdes tio smalhus samt ett antal punkthus längs med Näckrosvägen och två punkthus längs med Hasselstigen. Även Näckrosområdets sydligaste och västligaste delar erhöll ny stadsplan 1946. Spårvagnslinjen Sundbybergsbanan lades ner 1959 och ersattes av en busslinje (idag linje 515). År 1975 öppnades en tunnelbanestation i Näckrosområdets södra delar, där den nord-sydliga förortsbanans nordvästra grenlinje skulle ha gått mot Sundbyberg, enligt SOU 1923:21.
Utmed Näckrosvägens västra del består bebyggelsen av sju våningar höga smalhus i rött tegel under låga sadeltak. Den smala hustypen (husdjup 11 meter) medgav genomgående lägenheter, alltså med ljus från två håll. Husens planlösningar var välstuderade med storlekar om 2-3 rum och kök. Matplatsen låg i köket, ibland även separat matplats. Badrummen fick fönster. Vid parkens norra och östra del finns även punkthus med tegelfasader som smalhusen. Området är ett bra exempel på socialt välplanerat byggande och var för sin tid synnerligen bekvämt för barnfamiljer. I en källarvåning fanns exempelvis en stor lokal avsedd som fritidsrum för ungdomar. Här fanns också flera små kvartersbutiker som speceriaffär, mjölkaffär och bageri.

## Näckrosparken
Näckrosparken är en stor park med mestadels barrträd. Parken omges av bebyggelsen på Näckrosvägen, Hasselstigen och Råsundavägen. I parken finns en stor lekplats och en bollplan.

## Råsunda vattentorn

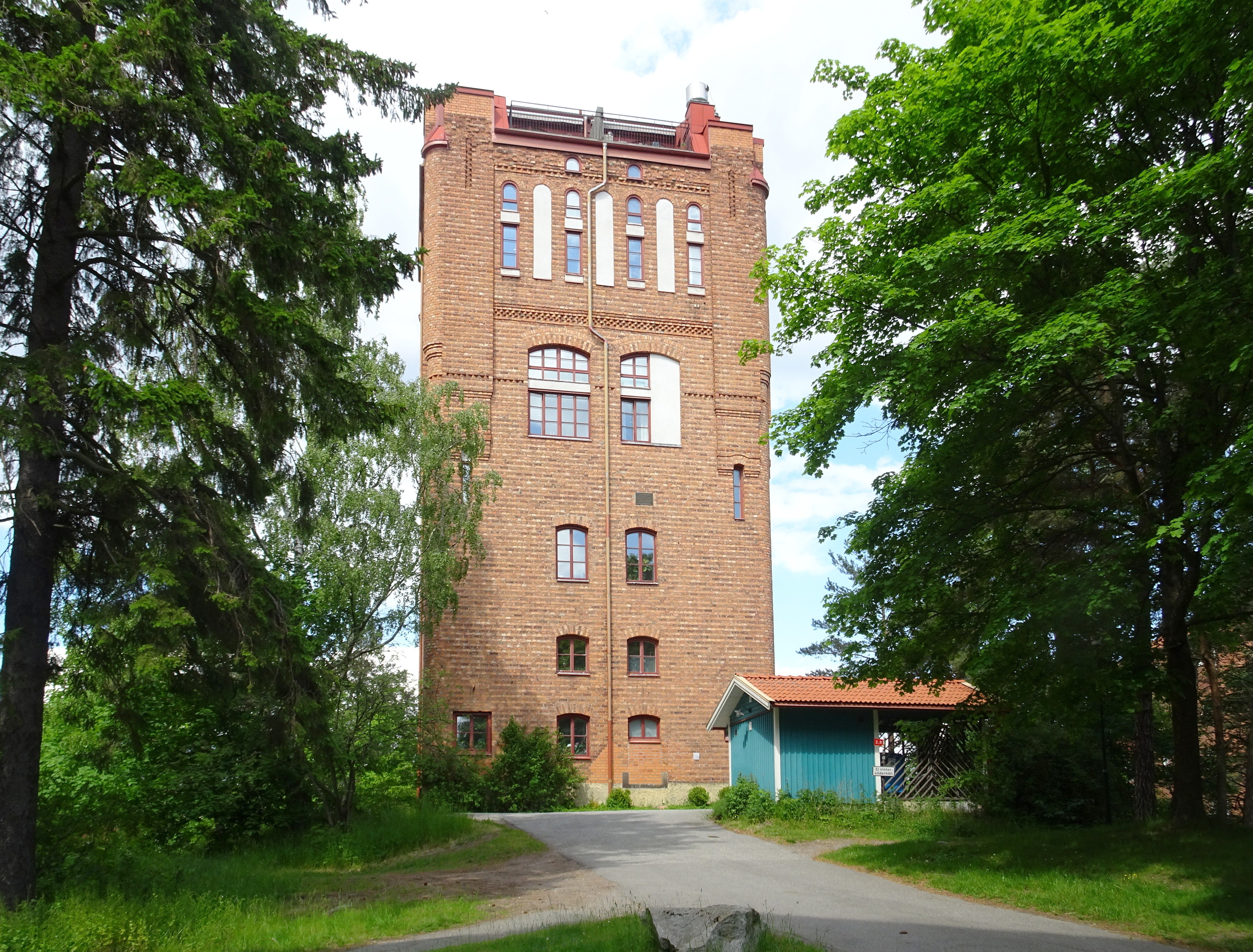
Råsunda vattentorn.

Vattentornet uppfördes av byggnadsfirma Kreuger & Toll efter ritningar av Sigge Cronstedt. Bygget stort klart 1910 och vattnet från Stockholmsåsen pumpades via Ulriksdals pumphus som fortfarande står vid nuvarande Ulriksdalsvägen. I tornet fanns också en friluftsservering och dansgolv. Senare hyrdes tornet av apoteket Kvarnen som hade ett laboratorium för medicintillverkning där. På 1980-talet användes tornet till konstnärsateljéer men i början av 1990-talet byggdes det om till åtta bostadsrättslägenheter.

## Råsunda kyrka
Råsunda kyrka byggdes 1968 efter ritningar av arkitekt Georg Scherman.

## Näckrosens förskola
Förskola på Råsundavägen 134 för drygt hundra barn med avdelningarna Gläntan, Ängen, Kottarna och Pinnarna. Natten den 27 maj 2013 brandhärjas förskolan av en anlagd brand. Skolans flyglar brinner ner och avdelning Gläntan vatten- och rökskadas svårt. Under släckningsarbetet fick flera träd sågas ner i Näckrosparken för att förhindra spridning av branden. Barnen flyttas till provisoriska lokaler på gamla Hagalundsskolan. Den 26 augusti 2013 beslutar kommunstyrelsen att bygga upp förskolan igen  och den 9 september 2014 återinvigs den nybyggda/renoverade förskolan av förskolechef Tina Björk under överinseende av politikerna Pehr Granfalk, Arion Chryssafis och Anders Ekegren.  Förskolan tar nu emot drygt hundra barn på de nya avdelningarna Hallonet, Blåbäret, Smultronet och Hjortronet.

## Näckrosen i litteraturen
Mordet i Leif GW Perssons kriminalroman Den som dödar draken skedde på Hasselstigen 1.
”Hasselstigen är en liten tvärgata till Råsundavägen, på knappt tvåhundrameter, som ligger en halv kilometer väster om fotbollsstadion, alldeles i närheten av Svensk Filmindustris gamla studiolokaler i den så kallade Filmstaden i Råsunda. Numera förvandlad till ett exklusivt bostadsområde med enbart bostadsrätter och helt andra hyresgäster än dem som bodde på Hasselstigen 1”, utdrag ur kapitel 4. I verkligheten finns inget hus på adressen utan där ligger Maria Wines park.